# Landkreis Wolfenbüttel
Der Landkreis Wolfenbüttel ist ein Landkreis im östlichen Niedersachsen.
Zwischen Harz und Heide, in einer der wirtschafts- und forschungsstärksten Regionen Niedersachsens, liegt der Landkreis Wolfenbüttel.

## Geographie
Der Landkreis grenzt im Uhrzeigersinn im Norden beginnend an den Landkreis Helmstedt (in Niedersachsen), an den Landkreis Harz (in Sachsen-Anhalt) sowie an den Landkreis Goslar und an die kreisfreien Städte Salzgitter und Braunschweig (alle ebenfalls in Niedersachsen).
Salzgitter teilt den Landkreis in einen größeren östlichen Teil mit der Kreisstadt Wolfenbüttel und einen kleinen westlichen Teil, der nur aus der Samtgemeinde Baddeckenstedt besteht. Diese Exklave grenzt außer an Salzgitter noch an die Landkreise Goslar und Hildesheim.
Der Landkreis Wolfenbüttel liegt knapp südlich der Mittelgebirgsschwelle und wird durch Höhenzüge wie den Hainberg, den Salzgitter-Höhenzug (beide in der Samtgemeinde Baddeckenstedt) und den Elm im Osten des Landkreises geprägt. Nach Süden geht die Landschaft in das Vorharzgebiet über. Die höchste Erhebung des Landkreises ist mit 323 m ü. NHN das Eilumer Horn im Elm.

## Geschichte
Das Gebiet des Landkreises, wie er bis 1941 bestand, war nahezu identisch mit dem Territorium der mittelalterlichen Herrschaft Wolfenbüttel, die im 12. und 13. Jahrhundert dem Adligen Gunzelin von Wolfenbüttel gehörte. Gunzelin und seine Familie standen jedoch in Opposition zu den Welfen, die sein Herrschaftsgebiet schließlich 1255/58 eroberten. Seitdem gehörte der spätere Landkreis Wolfenbüttel zum Kernbereich des welfischen Herzogtums.
Die eigentliche Geburtsstunde des Landkreises Wolfenbüttel schlug 1832 mit der „Neuen Landschaftsordnung“, die im damaligen Herzogtum Braunschweig sechs Kreisdirektionen schuf. Diese Ordnung behielt der Landkreis Wolfenbüttel über 110 Jahre als größter Landkreis des damaligen Landes Braunschweig bis 1941, als die „Salzgitter-Verordnung“ in Kraft trat, nach der zwanzig Gemeinden abgetreten werden mussten. Als Ausgleich erhielt der Landkreis zehn Gemeinden vom Landkreis Marienburg, darunter Baddeckenstedt und Sehlde. Die Gemeinde Hessen ging an den Landkreis Wernigerode und die Gemeinde Pabstorf an den Landkreis Oschersleben. Im Gegenzug kamen die Stadt Hornburg und die Gemeinden Isingerode und Roklum aus dem Landkreis Wernigerode zum Landkreis Wolfenbüttel.
Am 30. Mai 1963 wurde die Gemeinde Süd-Elm mit Sitz in Schöppenstedt als erste Samtgemeinde im Verwaltungsbezirk Braunschweig gebildet.
1971 sollte das Gesetz zur Neugliederung der Gemeinden im Raum Braunschweig-Wolfenbüttel-Helmstedt-Peine-Salzgitter zunächst nur eine Verbesserung der kommunalen Struktur bringen: Die Gemeinden sollten zu Verwaltungseinheiten (Einheits- oder Samtgemeinden) zusammengefasst werden, die möglichst mehr als 7000 Einwohner haben sollten. Auch wenn die Landesregierung die Auflösung des Landkreises Braunschweig vorschlug, weil dieser nach der Eingliederung zahlreicher Umlandgemeinden nicht mehr lebensfähig gewesen wäre, sollte eine umfassende Kreisreform zunächst nicht eingeleitet werden. Ohne der endgültigen Regelung vorzugreifen, sollten neugegliederte Gemeinden aus den Gebieten zweier Landkreise jeweils dem Landkreis zugeordnet werden, der die meisten Einwohner mitbrachte.
Nach diesem Prinzip war für Schladen keineswegs die Lösung zu erwarten, die die Fraktionen des Landkreises in der Anhörung gefordert hatten, denn in der neu gebildeten Samtgemeinde mit den Gemeinden Schladen (mit Isingerode, Beuchte und Wehre), Gielde, Werlaburgdorf und Hornburg überwog der Goslarer Anteil. Die heftigen Diskussionen endeten damit, dass der Landtag entgegen seiner ursprünglichen Absicht beschloss, einen Teil der umfassenden Kreisreform vorzuziehen. Diese sollte in der achten Wahlperiode im Frühjahr 1976 in Kraft treten.
So kam Schladen zum Landkreis Wolfenbüttel. Im Gegenzug wurde die deutlich einwohnerstärkere Stadt Bad Harzburg dem Landkreis Goslar zugeordnet. Die Gemeinden Vechelde, Wendeburg und Lehre kamen zu den Landkreisen Peine bzw. Helmstedt. Aus dem Landkreis Braunschweig kamen Cremlingen, Erkerode, Sickte und Veltheim zum Landkreis Wolfenbüttel, der entgegen der ursprünglichen Planung nicht Rechtsnachfolger des aufgelösten Landkreises Braunschweig wurde, sondern in diese Position trat die kreisfreie Stadt Braunschweig ein.
Die geplante Verabschiedung des Gesetzes zum 1. März 1974 machte im Januar des Jahres Verhandlungen über zwei Gebietsänderungsverträge erforderlich. Dabei ging es um die Modalitäten der Eingliederung der kreisangehörigen Gemeinden Leiferde, Geitelde und Stiddien in die Stadt Braunschweig sowie der kreisangehörigen Gemeinden Sauingen und Üfingen in die Stadt Salzgitter. Über allem standen die Probleme, die sich aus der Auflösung des Landkreises Braunschweig ergaben. Die Verhandlungen mit dem Landkreis Goslar verliefen erwartungsgemäß wenig harmonisch. Während die Eingliederung der Goslarer Gemeinden Steinlah und Haverlah im Westen sowie Ohrum, Dorstadt, Heiningen, Groß und Klein Flöthe im Osten keine Spannungen verursachte, gab es bis zuletzt heftige Auseinandersetzungen um die Eingliederung der neuen Samtgemeinde Schladen. So konnte bis zur Schlussabstimmung im Landtag keine Regelung zwischen den beiden rivalisierenden Kreisen vorbereitet werden. Ergebnis der hektischen Verhandlungen war schließlich ein Gebietsänderungsvertrag, dem beide Kreistage zustimmten. Strittig waren in diesen Verhandlungen vor allem die vermögensrechtlichen Auseinandersetzungen um die Kreiseinrichtungen in Bad Harzburg, das immer als Perle des Landkreises gegolten hatte.

### Einwohnerstatistik

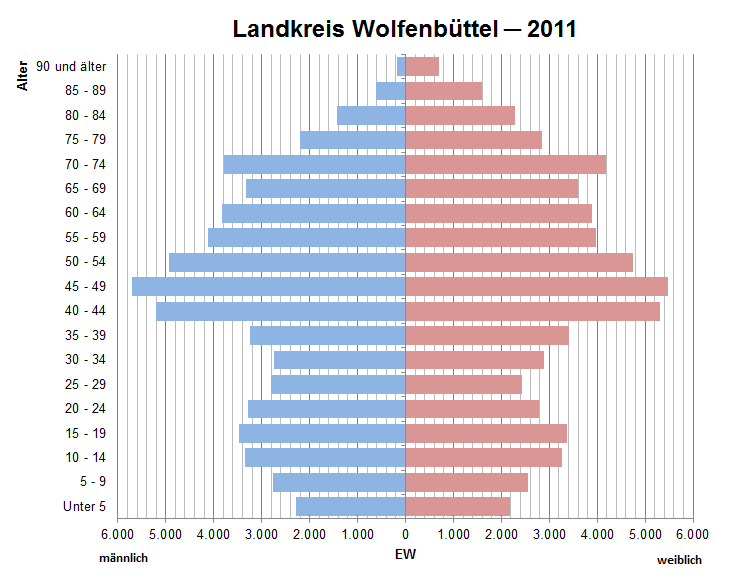
Bevölkerungspyramide für den Landkreis Wolfenbüttel (Datenquelle: Zensus 2011.)

| Jahr | Einwohner | Quelle |
| ---- | --------- | ------ |
| 1890 | 75.168    | [ 5 ]  |
| 1900 | 84.848    | [ 5 ]  |
| 1910 | 86.533    | [ 5 ]  |
| 1925 | 86.299    | [ 5 ]  |
| 1939 | 112.147   | [ 5 ]  |
| 1950 | 148.728   | [ 5 ]  |
| 1960 | 131.700   | [ 5 ]  |
| 1970 | 135.400   | [ 6 ]  |
| 1980 | 116.200   | [ 7 ]  |
| 1990 | 117.888   | [ 8 ]  |
| 2000 | 126.697   | [ 8 ]  |
| 2010 | 122.299   | [ 8 ]  |
| 2020 | 119.361   | [ 8 ]  |
| 2021 | 119.224   |        |

### Konfessionsstatistik
Gemäß der Volkszählung 2011 waren 52,6 % der Einwohner evangelisch, 11,1 % römisch-katholisch und 36,3 % waren konfessionslos, gehörten einer anderen Glaubensgemeinschaft an oder machten keine Angabe. Der Anteil der Protestanten und Katholiken am Gesamtbevölkerung ist seitdem mit 1 % jährlich gesunken. Gemäß dem Zensus 2022 waren (2022) 42,4 % der Einwohner evangelisch, 9,6 % katholisch und 48,0 % konfessionslos, gehörten einer anderen Glaubensgemeinschaft an oder machten keine Angabe.

## Politik

### Kreistag
- Linke: 1
- SPD: 17
- Grüne: 8
- FDP: 3
- Basis: 1
- CDU: 13
- AfD: 3

Zur letzten Kommunalwahl am 11. September 2016 waren die Wählerinnen und Wähler im Landkreis Wolfenbüttel zum 17. Mal seit Bestehen der Bundesrepublik Deutschland aufgerufen, den Kreistag als wichtigstes und oberstes Organ des Landkreises neu zu wählen. Der Kreistag besteht aus 46 Kreisrätinnen und Kreisräten. Dies ist die festgelegte Anzahl für einen Landkreis mit einer Einwohnerzahl zwischen 100.001 und 125.000. Die 46 Ratsmitglieder werden in einer Kommunalwahl für jeweils fünf Jahre gewählt. Die aktuelle Wahlperiode beginnt im November 2021 und endet am 31. Oktober 2026.
Stimmberechtigt im Kreistag ist auch die hauptamtliche Landrätin Christiana Steinbrügge (SPD).
| Parteien und Wählergemeinschaften | Prozent 2021 | Sitze 2021 | Prozent 2016 | Sitze 2016 | Prozent 2011 | Sitze 2011 | Prozent 2006 | Sitze 2006 | Prozent 2001 | Sitze 2001 |
| --------------------------------- | ------------ | ---------- | ------------ | ---------- | ------------ | ---------- | ------------ | ---------- | ------------ | ---------- |
| SPD                               | 36,4         | 17         | 36,9         | 17         | 40,9         | 19         | 39,7         | 20         | 42,9         | 22         |
| CDU                               | 29,0         | 13         | 31,9         | 15         | 35,4         | 17         | 42,8         | 22         | 44,4         | 23         |
| Grüne                             | 16,3         | 8          | 11,7         | 5          | 15,8         | 7          | 8,3          | 4          | 6,5          | 3          |
| FDP                               | 7,3          | 3          | 4,4          | 2          | 2,2          | 1          | 4,5          | 2          | 4,9          | 2          |
| AfD                               | 5,8          | 3          | 10,6         | 5          | –            | –          | –            | –          | –            | –          |
| Linke                             | 2,6          | 1          | 3,5          | 2          | 2,7          | 2 (1)      | –            | –          | 1,4          | –          |
| dieBasis                          | 0,9          | 1          | –            | –          | –            | –          | –            | –          | –            | –          |
| Bürgerforum                       | 0,7          | –          | –            | –          | –            | –          | –            | –          | –            | –          |
| Piraten                           | 0,5          | –          | 1,0          | –          | 2,1          | 0 (1)      | –            | –          | –            | –          |
| Die PARTEI                        | 0,5          | –          | –            | –          | –            | –          | –            | –          | –            | –          |
| Die Gerechten Demokraten          | –            | –          | 0,1          | –          | –            | –          | –            | –          | –            | –          |
| NPD                               | –            | –          | –            | –          | –            | –          | 1,7          | 0 (1)      | –            | –          |
| RRP                               | –            | –          | –            | –          | 0,6          | –          | –            | –          | –            | –          |
| Wählergruppen                     | –            | –          | –            | –          | –            | –          | 2,4          | 1          | –            | –          |
| Einzelbewerber                    | –            | –          | –            | –          | 0,4          | –          | 0,5          | –          | –            | –          |
| Gesamt                            | 100          | 46         | 100          | 46         | 100          | 46         | 100          | 49 (50)    | 100          | 50         |
| Wahlbeteiligung in Prozent        | 63,4         | 63,4       | 60,8         | 60,8       | 57,2         | 57,2       | 55,8         | 55,8       | 58,2         | 58,2       |

- Die Linke: 2001 unter dem Namen PDS angetreten.
- Wählergruppen, da das Ergebnis 2006 nicht nach Wählergruppen aufgeschlüsselt werden kann.
- In der Wahlperiode 2006–2011 legte der Kreistagsabgeordnete der NPD sein Mandat nieder, so dass sich die Gesamtzahl der Sitze auf 49 verringerte.
- In der Wahlperiode 2011–2016 wechselte der Kreistagsabgeordnete der Piraten zur Partei Die Linke.
- Neben den gewählten Kreistagsmitgliedern gehört dem Kreistag der Landrat an.

### Landräte
- 1945: Heinrich Rönneburg (CDU), eingesetzt
- 1945 bis 1946: Willi Ossenkopf
- 1946 bis 1948: Paul Eyferth
- 1948 bis 1952: Joachim Hinkel (FDP)
- 1952 bis 1954: Ernst Kunkel (SPD)
- 1954 bis 1955: Gerhard Hartwieg
- 1955 bis 1956: Ernst Kunkel (SPD)
- 1956 bis 1958: Gerhard Hartwieg
- 1958 bis 1968: Ernst Kunkel (SPD)
- 1968 bis 1981: Helmuth Bosse (SPD)
- 1981 bis 1996: Ernst-Henning Jahn (CDU)
- 1996 bis 2006: Burkhard Drake (SPD)
- 2006 bis 2013: Jörg Röhmann (SPD)
- seit 2013: Christiana Steinbrügge (SPD)

Seit dem 1. Oktober 2013 ist Christiana Steinbrügge (SPD) Landrätin. Bei der Direktwahl am 22. September 2013 erhielt sie bei einer Wahlbeteiligung von 74,07 Prozent 43.340 Stimmen. Dies entspricht einem Stimmenanteil von 59,25 Prozent.

### Mitgliedschaft
Der Landkreis ist Mitglied im eingetragenen Verein Braunschweigische Landschaft mit Sitz in Braunschweig. Dieser wurde gegründet, um kulturelle Einrichtungen in der Region zu unterhalten.

### Partnerschaften des Landkreises
Der Landkreis Wolfenbüttel unterhält Partnerschaften mit der Stadt Cachan in Frankreich, dem County Borough Rhondda Cynon Taf in Wales und dem Landkreis Września in Polen. Koordiniert werden die Partnerschaftsaktivitäten von einem Partnerschaftskomitee, das durch einen Kreistagsbeschluss im Jahr 2000 eingerichtet wurde. Darüber hinaus unterhält die Kreisstadt Wolfenbüttel weitere Städtepartnerschaften.

## Wirtschaft
Im Zukunftsatlas 2016 belegte der Landkreis Wolfenbüttel Platz 130 von 402 Landkreisen, Kommunalverbänden und kreisfreien Städten in Deutschland und zählt damit zu den Regionen mit „Zukunftschancen“.

## Kulturdenkmale

### Archäologische Denkmale im Landkreis Wolfenbüttel
- Asseburg
- Brunkelburg
- Burg Halbmond bei Hornburg
- Burgberg bei Gielde
- Galgenberg von Klein Vahlberg

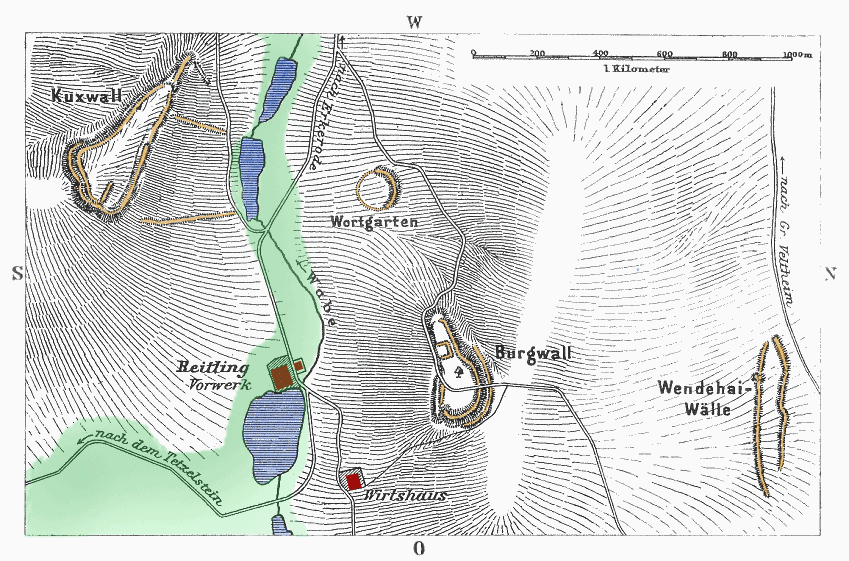
Im Reitlingstal A) Brunkelburg (als Kuxwall), B) Krimmelburg (als Burgwall) C) Wurtgarten

- Grabhügelfeld im Sudholz bei Schladen
- Grabhügelfeld zwischen Wehre und Beuchte
- Grabhügelfelder im Asselholz, Gemarkung Hohenassel, Gemeinde Burgdorf.
- Krimmelburg
- Landwehr bei Halchter.
- Motte (Turmhügelburg) von Adersheim
- Pfalz Werla
- Schalksburg bei Groß Flöthe
- Schwedenschanze von Schladen-Isingerode
- Steinkammer im Adamshai, Gemarkung Lucklum
- Tumulus von Evessen
- Wurtgarten (Ringwall im Reitlingstal, Gemarkung Erkerode, Evessen, Lucklum)

## Gemeinden
(Einwohner am 31. Dezember 2023)
Einheitsgemeinden
1. Cremlingen (12.940)
2. Schladen-Werla [Sitz: Schladen] (8651)
3. Wolfenbüttel, Kreisstadt, selbständige Gemeinde (52.526)

Samtgemeinden und ihre Mitgliedsgemeinden
* Sitz der Samtgemeindeverwaltung
| - 1. Samtgemeinde Baddeckenstedt (9917) 1. Baddeckenstedt * (2922) 2. Burgdorf (2096) 3. Elbe (1487) 4. Haverlah (1536) 5. Heere (1005) 6. Sehlde (871) - 2. Samtgemeinde Elm-Asse (18.568) 1. Dahlum (631) 2. Denkte (2696) 3. Hedeper (464) 4. Kissenbrück (1704) 5. Kneitlingen (742) 6. Remlingen-Semmenstedt (2305) 7. Roklum (427) 8. Schöppenstedt, Stadt * (5337) 9. Uehrde (854) 10. Vahlberg (683) 11. Winnigstedt (669) 12. Wittmar (1074) | - 3. Samtgemeinde Oderwald (6696) 1. Börßum * (2862) 2. Cramme (799) 3. Dorstadt (685) 4. Flöthe (1079) 5. Heiningen (676) 6. Ohrum (595) - 4. Samtgemeinde Sickte (10.224) 1. Dettum (1188) 2. Erkerode (835) 3. Evessen (1229) 4. Sickte * (5976) 5. Veltheim (Ohe) (996) |  |

Gemeindefreie Gebiete (alle unbewohnt)
1. Am Großen Rhode (5,79 km²)
2. Barnstorf-Warle (1,29 km²)
3. Voigtsdahlum (5,77 km²)

Am 1. November 2011 wurde die Gemeinde Achim nach Börßum eingemeindet.
Am 1. November 2013 wurde die Samtgemeinde Schladen in die Einheitsgemeinde Schladen-Werla umgewandelt.
Am 1. Januar 2015 wurden die Samtgemeinden Asse und Schöppenstedt zur Samtgemeinde Elm-Asse zusammengeschlossen.
Am 1. November 2016 wurden die Gemeinden Remlingen und Semmenstedt zur Gemeinde Remlingen-Semmenstedt zusammengeschlossen.

## Ehemalige Gemeinden

Der ehemalige Amtsbezirk Harzburg als Exklave des Landkreises fiel zwischen 1972 und 1974 an den Landkreis Goslar.

Die folgende Tabelle listet alle ehemaligen Gemeinden des Landkreises Wolfenbüttel und ihre spätere Zugehörigkeit auf:
| Gemeinde              | Spätere Zugehörigkeit   | Datum der Eingemeindung       | Anmerkung                                      |
| --------------------- | ----------------------- | ----------------------------- | ---------------------------------------------- |
| Achim                 | Börßum                  | 1. November 2011              |                                                |
| Adersheim             | Wolfenbüttel            | 1. März 1974                  |                                                |
| Ahlum                 | Wolfenbüttel            | 1. März 1974                  |                                                |
| Ampleben              | Kneitlingen             | 1. März 1974                  |                                                |
| Apelnstedt            | Sickte                  | 1. März 1974                  |                                                |
| Atzum                 | Wolfenbüttel            | 1. März 1974                  |                                                |
| Bad Harzburg          |                         |                               | am 1. März 1974 zum Landkreis Goslar           |
| Bansleben             | Kneitlingen             | 1. März 1974                  |                                                |
| Barbecke              | Lengede                 | 1. Juli 1972                  |                                                |
| Barnstorf             | Uehrde                  | 1. März 1974                  |                                                |
| Barum                 | Salzgitter              | 1. April 1942                 |                                                |
| Beddingen             | Salzgitter              | 1. April 1942                 |                                                |
| Berel                 | Burgdorf                | 1. März 1974                  |                                                |
| Berklingen            | Vahlberg                | 1. März 1974                  |                                                |
| Bettingerode          | Bad Harzburg            | 1. Juli 1972                  |                                                |
| Binder                | Baddeckenstedt          | 1. März 1974                  | bis zum 31. Juli 1941 im Landkreis Marienburg  |
| Bleckenstedt          | Salzgitter              | 1. April 1942                 |                                                |
| Bornum                | Börßum                  | 1. März 1974                  |                                                |
| Broistedt             | Lengede                 | 1. Juli 1972                  |                                                |
| Bruchmachtersen       | Salzgitter              | 1. April 1942                 |                                                |
| Bündheim              | Bad Harzburg            | 1. Juli 1972                  |                                                |
| Calbecht              | Salzgitter              | 1. April 1942                 |                                                |
| Drütte                | Salzgitter              | 1. April 1942                 |                                                |
| Eilum                 | Kneitlingen             | 1. März 1974                  |                                                |
| Eitzum                | Schöppenstedt           | 1. März 1974                  |                                                |
| Engelnstedt           | Salzgitter              | 1. April 1942                 |                                                |
| Engerode              | Salzgitter              | 1. April 1942                 |                                                |
| Fümmelse              | Wolfenbüttel            | 1. März 1974                  |                                                |
| Gebhardshagen         | Salzgitter              | 1. April 1942                 |                                                |
| Geitelde              | Braunschweig            | 1. März 1974                  |                                                |
| Gielde                | Schladen-Werla          | 1. November 2013              | bis zum 28. Februar 1974 im Landkreis Goslar   |
| Gilzum                | Evessen                 | 1. März 1974                  |                                                |
| Groß Biewende         | Remlingen               | 1. März 1974                  |                                                |
| Groß Dahlum           | Dahlum                  | 1. März 1974                  |                                                |
| Groß Denkte           | Denkte                  | 1. März 1974                  |                                                |
| Groß Elbe             | Elbe                    | 1. März 1974                  | bis zum 31. Juli 1941 im Landkreis Marienburg  |
| Groß Heere            | Heere                   | 1. März 1974                  | bis zum 31. Juli 1941 im Landkreis Marienburg  |
| Groß Stöckheim        | Wolfenbüttel            | 1. März 1974                  |                                                |
| Groß Vahlberg         | Vahlberg                | 1. März 1974                  |                                                |
| Groß Winnigstedt      | Winnigstedt             | 1. April 1939                 |                                                |
| Gustedt               | Elbe                    | 1. März 1974                  | bis zum 31. Juli 1941 im Landkreis Marienburg  |
| Hachum                | Evessen                 | 1. März 1974                  |                                                |
| Halchter              | Wolfenbüttel            | 1. März 1974                  |                                                |
| Hallendorf            | Salzgitter              | 1. April 1942                 |                                                |
| Harlingerode          | Bad Harzburg            | 1. Juli 1972                  |                                                |
| Heerte                | Salzgitter              | 1. April 1942                 |                                                |
| Hessen                | Osterwieck              | 1. Januar 2010                | am 1. August 1941 zum Landkreis Wernigerode    |
| Hohenassel            | Burgdorf                | 1. März 1974                  |                                                |
| Hornburg              | Schladen-Werla          | 1. November 2013              | bis zum 31. Juli 1941 im Landkreis Wernigerode |
| Immendorf             | Salzgitter              | 1. April 1942                 |                                                |
| Isingerode            | Schladen Schladen-Werla | 1. März 1974 1. November 2013 | bis zum 31. Juli 1941 im Landkreis Wernigerode |
| Kalme                 | Achim Börßum            | 1. März 1974 1. November 2011 |                                                |
| Klein Biewende        | Remlingen               | 1. März 1974                  |                                                |
| Klein Dahlum          | Dahlum                  | 1. März 1974                  |                                                |
| Klein Denkte          | Denkte                  | 1. März 1974                  |                                                |
| Klein Elbe            | Elbe                    | 1. März 1974                  | bis zum 31. Juli 1941 im Landkreis Marienburg  |
| Klein Heere           | Heere                   | 1. März 1974                  | bis zum 31. Juli 1941 im Landkreis Marienburg  |
| Klein Vahlberg        | Vahlberg                | 1. März 1974                  |                                                |
| Klein Winnigstedt     | Winnigstedt             | 1. April 1939                 |                                                |
| Küblingen             | Schöppenstedt           | 1929                          |                                                |
| Lebenstedt            | Salzgitter              | 1. April 1942                 |                                                |
| Leiferde              | Braunschweig            | 1. März 1974                  |                                                |
| Leinde                | Wolfenbüttel            | 1. März 1974                  |                                                |
| Lesse                 | Salzgitter              | 1. April 1942                 |                                                |
| Lichtenberg           | Salzgitter              | 1. April 1942                 |                                                |
| Linden                | Wolfenbüttel            | 1. März 1974                  |                                                |
| Lobmachtersen         | Salzgitter              | 1. April 1942                 |                                                |
| Mönchevahlberg        | Dettum                  | 1. März 1974                  |                                                |
| Neindorf              | Denkte                  | 1. März 1974                  |                                                |
| Nordassel             | Burgdorf                | 1. März 1974                  |                                                |
| Oelber am weißen Wege | Baddeckenstedt          | 1. März 1974                  |                                                |
| Oker                  | Goslar                  | 1. Juli 1972                  |                                                |
| Osterlinde            | Salzgitter              | 1. April 1942                 |                                                |
| Pabstorf              | Huy                     | 1. April 2002                 | am 1. August 1941 zum Landkreis Oschersleben   |
| Remlingen             | Remlingen-Semmenstedt   | 1. November 2016              |                                                |
| Reppner               | Salzgitter              | 1. April 1942                 |                                                |
| Rhene                 | Baddeckenstedt          | 1. März 1974                  | bis zum 31. Juli 1941 im Landkreis Marienburg  |
| Salder                | Salzgitter              | 1. April 1942                 |                                                |
| Salzdahlum            | Wolfenbüttel            | 1. März 1974                  |                                                |
| Sambleben             | Schöppenstedt           | 1. März 1974                  |                                                |
| Sauingen              | Salzgitter              | 1. März 1974                  |                                                |
| Schladen              | Schladen-Werla          | 1. November 2013              | bis zum 28. Februar 1974 im Landkreis Goslar   |
| Schlewecke            | Bündheim                | 1. Januar 1963                |                                                |
| Schliestedt           | Schöppenstedt           | 1. März 1974                  |                                                |
| Seinstedt             | Achim Börßum            | 1. März 1974 1. November 2011 |                                                |
| Semmenstedt           | Remlingen-Semmenstedt   | 1. November 2016              |                                                |
| Sottmar               | Denkte                  | 1. März 1974                  |                                                |
| Steterburg            | Thiede Salzgitter       | 1. April 1939 1. April 1942   |                                                |
| Stiddien              | Braunschweig            | 1. März 1974                  |                                                |
| Thiede                | Salzgitter              | 1. April 1942                 |                                                |
| Timmern               | Semmenstedt             | 1. März 1974                  |                                                |
| Üfingen               | Salzgitter              | 1. März 1974                  |                                                |
| Volzum                | Sickte                  | 1. März 1974                  |                                                |
| Warle                 | Uehrde                  | 1. März 1974                  |                                                |
| Wartjenstedt          | Baddeckenstedt          | 1. März 1974                  | bis zum 31. Juli 1941 im Landkreis Marienburg  |
| Watenstedt            | Salzgitter              | 1. April 1942                 |                                                |
| Watzum                | Uehrde                  | 1. März 1974                  |                                                |
| Weferlingen           | Dettum                  | 1. März 1974                  |                                                |
| Wendessen             | Wolfenbüttel            | 1. März 1974                  |                                                |
| Werlaburgdorf         | Schladen-Werla          | 1. November 2013              | bis zum 28. Februar 1974 im Landkreis Goslar   |
| Westerlinde           | Burgdorf                | 1. März 1974                  |                                                |
| Westerode             | Bad Harzburg            | 1. Juli 1972                  |                                                |
| Wetzleben             | Hedeper                 | 1. März 1974                  |                                                |
| Woltwiesche           | Lengede                 | 1. Juli 1972                  |                                                |

## Schutzgebiete
Im Landkreis gibt es neben Landschaftsschutzgebieten und Naturdenkmalen acht ausgewiesene Naturschutzgebiete (Stand Februar 2017).
Siehe auch:
- Liste der Naturschutzgebiete im Landkreis Wolfenbüttel
- Liste der Landschaftsschutzgebiete im Landkreis Wolfenbüttel
- Liste der Naturdenkmale im Landkreis Wolfenbüttel
- Liste der geschützten Landschaftsbestandteile im Landkreis Wolfenbüttel

## Kfz-Kennzeichen
Am 1. Juli 1956 wurde dem Landkreis bei der Einführung der bis heute gültigen Kfz-Kennzeichen das Unterscheidungszeichen WF zugewiesen. Es wird ohne Unterbrechung bis heute ausgegeben.